# 紀元前10千年紀
紀元前10千年紀（きげんぜんじっせんねんき）は、西暦による紀元前10000年から紀元前9001年までを指す千年紀（ミレニアム）である。現在からおよそ1万1000年〜1万2000年前に当たる。紀元前10千年紀は中石器時代や亜旧石器時代が始まる時期であり、完新世の最初のころである。雑穀や米の最初の形の耕作に基づく農業が、西南アジア（肥沃な三日月地帯）で起こった。
世界人口はおよそ100万から1000万人の間で、その大半であった狩猟採集民は、南極大陸以外の全ての大陸に拡散した。最終氷期が終わり、現在まで続く間氷期が始まると、北部地域への再植民が行われた。

## できごと

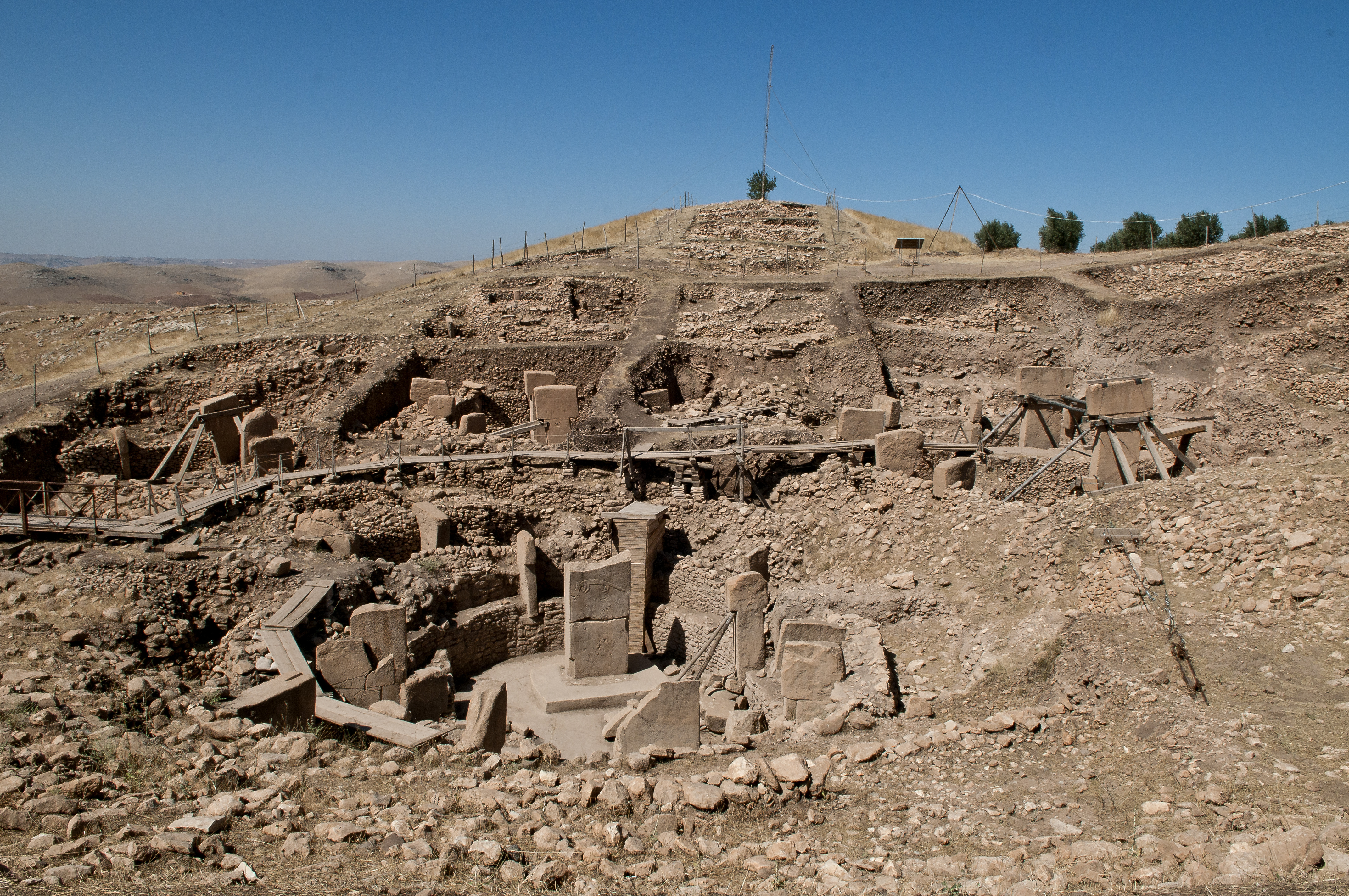
ギョベクリ・テペの遺跡（2011年）

- 紀元前10,000年ごろ; 初の中石器時代の洞窟絵画が作成される。戦争と宗教的な場面を描いたもの。
- 紀元前10,000年ごろ; ヒョウタンが運送容器として用いられる。
- 紀元前10,000年ごろ; 最終氷期の終わり。
- 紀元前9700年ごろ; ヤンガードリアスと更新世の終わり。完新世の始まり。
- 紀元前9500年ごろ; この頃に小アジアで野生の草を収穫（必ずしも耕作していたとは限らない）をしていたという証拠がある。
- 紀元前9500年ごろ; ギョベクリ・テペで寺院複合体の第1の建築段階。
- 紀元前9500年ごろ; セルビアのレペンスキ・ヴィル（英語版）遺跡の展開（ - 紀元前7200年ごろ）。
- 紀元前9300年ごろ; ヨルダン川の谷でイチジクが明らかに栽培される[3]。
- 紀元前9100年ごろ: ギョベクリ・テペの寺院複合体で放射性炭素により確かめられる最も古い年代。
- 紀元前9,050年頃、シリアのテル・アブ・フレイラ遺跡で最古級の農耕の跡（ライムギ）。

### 旧世界
- アジア: カスピ海の近くの洞穴が、人間の居住のために使われる。
- アフリカ: エチオピアとエリトリアで発見された人間の活動を表している壁画のうち、古い物のいくつかは紀元前10000年ごろの物と考えられている[4]。
- ヨーロッパ: スペイン北部・フランス南部で、アジール文化（英語版）が起こる。
- ヨーロッパ: フランスで、洞窟壁画を作ったマドレーヌ文化が起こる。
- ヨーロッパ: ソリュトレ（英語版）で馬を使った狩りを始める。
- ヨルダン: ワディ・フェイナン(WF16): 大きな、卵型の建物。紀元前9600年から紀元前8200年の間にここで生活した初期の農民は、野生の植物（例えば野生の大麦、ピスタチオ、いちじくの木）を栽培、狩りをし、野生のヤギ、牛、ガゼルを移動させた[5]。
- クルディスタン: ケルマーンシャー付近のザグロス山脈: きわめて初期の農業（小麦、大麦）[6]。
- 日本: 縄文時代。人々は陶器を使用し、狩猟やドングリなどの食用の種の採集を行う。1万以上の遺跡がある。
- メソポタミア: 人々が野生の小麦や大麦を集め、モルト、ビールを作り始める。
- ケルマーンシャー州ケルマーンシャーの西に、中東で最も古い（紀元前9800年以前）村がある。
- ペルシャ: ヤギの家畜化
- サハラ: 水牛時代（英語版）

### アメリカ大陸

#### 北アメリカ
- パレオ・インディアンの狩猟採集民が遊牧をしていた。
- ニューメキシコ州東部のブラックウォーター・ドロウ（英語版）。
- アメリカ合衆国南西部のフォルサム文化
- ネバダ州北西部のウィネマッカ湖（英語版）の岩面彫刻は、このころまでに作成された[7]

### オーストラリア

#### オーストラリア
- アボリジニの狩猟採集民が遊牧をしていた。
- サフル大陸のアーネム陸橋が水没し、オーストラリア北部とニューギニア島が切り離される。
- 大洪水の後、多くのアボリジニが内陸部から海岸付近へ移住し、カンガルー猟から魚を取るようになった。土着の芸術に魚やカメが現れるようになった。
- アーネムランドでブーメランが多目的に使用されるようになった。

## 環境の変化
紀元前10,000年ごろ:
- 北アメリカ: ダイアウルフ、スミロドン、ジャイアントビーバー（英語版）、地上性ナマケモノ（英語版）、ジャイアントコロンビアマンモス、ウーリーマンモス、マストドン、ジャイアントショートフェイスベア、アメリカンチーター（英語版）、シミターキャット（ホモテリウム属）、アメリカンキャメル、アメリカンホース、アメリカンライオン（英語版）が絶滅した。
- ベーリング海: シベリアと北アメリカを結ぶベーリング地峡が水没した。
- ヨーロッパ: サバンナに住んでいたトナカイ、バイソン、および旧石器時代の狩猟民は亜寒帯に撤退し、鹿、オーロックスのような森の生き物と中石器時代の狩猟採集民が残った。(1967 McEvedy)
- 世界: 氷河期の終了により、氷河溶融により海面は急に上昇し、広範囲に及ぶ内陸の大洪水が起こった。

紀元前9700年ごろ: アガシー湖が形成された。
紀元前9700年ごろ: ヤンガードリアスが終了。更新世が終わり完新世が始まる。旧石器時代が終わり中石器時代が始まる。氷層で覆われていたかなりの土地が、再び住めるようになる。

## 暦法
- チェザーレ・エミリアーニ（英語版）が1993年に提唱した人類紀元(HE)は、その紀元を紀元前10000年としている。よって、西暦2025年は人類紀元12025年となる。